# ノーニオ
ノーニオ（伊: Nonio）は、イタリア共和国ピエモンテ州ヴェルバーノ・クジオ・オッソラ県にある、人口約900人の基礎自治体（コムーネ）。

## 地理

### 位置・広がり
| 隣接するコムーネは以下の通り。括弧内のNOはノヴァーラ県、VCはヴェルチェッリ県所属を示す。 - チェーザラ - オメーニャ - ペッラ (NO) - ペッテナスコ (NO) - クアルナ・ソット - ヴァラッロ・セージア (VC) |

## 行政
- 代表: Pierugo Piralli（2014年05月26日選出）

### 分離集落
ノーニオには、以下の分離集落（フラツィオーネ）がある。
Brolo, Oira